# 湘绣城
湘绣城（Embroidery City），是目前中国最大的刺绣生产基地，及中国国家级非物质文化遗产保护研究基地。
湘绣城由星沙湘绣城、金霞湘绣城、长沙湘绣城三个板块组成；占地面积300亩，集中绿化35亩，建筑面积达40万平方米。

## 历史发展
湖南是楚文化的发祥地之一，具有深厚的湖湘文化根基，拥有湘绣、烟花炮竹、菊花石雕、艺术陶瓷、金属工艺、竹艺竹刻、工艺画、珍珠玉石、织锦、蜡染、扎染等十大类33个品种的工艺美术品类，但随着社会的发展，不少的民间工艺品类逐渐在市场上消失，成为了一种“民族符号”。
湘绣城对这些国家级非物质文化遗产（工艺类）代表作，进行收藏与展览，并着眼研究这些代表作的特色和技艺，在研究中探索、复制和创新这些工艺品，使国家级非物质文化遗产在研究中得到保护，在保护中生产，在生产中更好的得到传承。
湘绣城在2007年被湖南省文化领导小组授予“湖南文化产业示范基地”，在2009年由中国文联和中国民协正式授牌国家级非物质文化遗产保护研究基地。

## 文化活动
- 2005年，湘绣城率先举办湖南省首届文化产业发展高峰论坛。中国文联书记处书记白庚胜将湘绣城誉为中国文化产业发展的旗手。
- 2006年，“湖南省工艺美术产业博览会”在湘绣城召开，将遍布全省的工艺美术产业企业联合起来，形成以“湖南湘绣城”为主体的工艺美术产业生产中心、展览中心和旅游中心。
- 2007年，全国第八届民间艺术博览会在湘绣城召开。
- 2009年，“山花奖”终评在湘绣城召开。中国文联副主席、中国民协主席、国务院参事冯骥才主讲“全国民间文化产业高峰论坛”。
- 2009年，湖南省旅游商品博览会在湘绣城召开。世界各地的55个代表团参加湖南省旅游商品博览会，参评参展的企业有1512家，展品10万余件。
- 2010年，1月8日举办首届湘绣服装艺术节。
- 2010年，10月，由湖南省人民政府主办，湖南省经济与信息化委员会、湖南省城镇集体工业联社、湖南省文化厅，湖南省工艺美术协会承办的首届中国湘绣文化艺术节暨第三届湖南省工艺美术品博览会，将于今年十月在湘绣城举办。
- 2012年，11月30日-12月7日，湖南省文联副主席、湖南民间文艺家协会主席、湖南湘绣城总经理曾应明一行，赴尼泊尔、不丹，参加“中尼友谊周”活动，参展湘绣作品获得高度赞扬，并接受尼泊尔副总统帕玛南德·贾阿的接见和大使杨厚南的盛情宴请，活动影响巨大。
- 2013年，1月9日，湖南湘绣城集团旗下湘绣主干企业湖南金霞湘绣有限公司，由文化部授牌为“国家文化产业示范基地”，湖南省仅金霞湘绣在内的两家企业成功当选。

## 城市设施
湘绣城集湘绣的研究，生产，展示，营销于一体，具有完善的城市基础设施。
交通配套
城内设湘绣城汽车站，湘绣城轻轨站（据2009年动工的长沙市轻轨建设规划）
公园绿化
城内有湘绣园公园、东临占地2610亩的星沙生态公园
休闲广场
城内有湘绣广场，邻近通程商业广场、汽车世界休闲广场、星沙生态公园广场
就医配套
城内设医保卡定点医疗服务机构2处，药店2家，邻近长沙市中医院、星沙妇幼保健院、仁康医院
就学配套
中南小学、星沙小学、周南中学星沙校区，盼盼实验学校、大众传媒、长沙卫校、长沙师范学院，长沙大学星沙校区
商业配套
湘绣商城，湘绣城超市、湘绣城土特产超市、万佳惠超市
餐饮配套
鑫元大酒店、食鸿欲酒楼、赵王爷酒楼、沙马崽饭庄
公建配套
超市、家政中心、娱乐中心、湘绣城居委会

## 到达方式
一、星沙湘绣城自驾车路线：
自驾车从芙蓉北路至星沙湘绣城路线1：芙蓉北路——北行，过波隆立交桥，至福元西路口——右转上福元路——直行至开元西路湘绣城。
自驾车从芙蓉北路至星沙湘绣城路线2：从波隆立交桥右转——国防科大——四方坪——广电——锦绣路——开元西路湘绣城。
自驾车从长沙火车站至星沙湘绣城路线：车站中路——车站北路——右转上晚报大道前行——营盘路——晚报路口左转——上环线浏阳河大桥——直行上洪山桥——右转上福元路直行，至开元西路湘绣城。
二、星沙湘绣城已开通公交线直达车：
101路: 长沙县一中——湘绣城
102路区间：华湘安置区——湘绣城
136路：火车站——湘绣城
158路: 火车站——湘绣城
205路快线: 湖南都市学院——湘绣城——长沙晚报
704路: 汽车西站——湘绣城——泉塘小区
808路: 中山亭——湘绣城
城乡公交2路：黄花工业园——湘绣城——长沙晚报
三、星沙湘绣城已开通公交线转车：
127路：长沙火车站——凉塘路口——下车后转704路到湘绣城,或步行2站到湘绣城
　　703路：长沙汽车南站——凉塘路口——下车后转704路到湘绣城,或步行2站到湘绣城
　　501路：星沙茶叶大市场——凉塘路口——下车后转704路到湘绣城,或步行2站到湘绣城
　　701路：丽江翠园——星沙购物中心(下车后对面转704路) ——湘绣城
四、湘绣城地铁服务：
星沙湘绣城位于湖南省长沙市开元西路湘绣城，可乘坐地铁3号线于汽贸大道站湘绣城下车即可到达。

## 项目介绍
独特的地理环境，极佳的交通优势，无限的发展潜力及突出的文化艺术魅力，得到各级政府领导的高度重视和政策支持，系湖南省涉外旅游参观定点单位，建成后将发挥其独有的魅力优势屹立于世界刺绣之林，成为国内乃至世界重要的刺绣生产产业基地。湖南星沙湘绣城由湘绣工艺、服装布匹、轻纺材料三大批发市场组成，集绣品、服装布匹生产批发、仓储物流、旅游观光和对外贸易于一体。项目总占地300亩，总建筑面积32万平方米，总投资3.8亿元人民币。园区内有1280个独立门面为商家提供一个实现人生梦想的舞台。10万平方米的顺龙服装布匹批发特大市场，将为集聚浩浩人流和滚滚财气；而四星级"龙腾大酒店"又将为我们的朋友提供热情周到、舒适、愉快的服务；"中国四大名绣艺术中心"和"湖南民间艺术博物馆"更将带领大家感受中华民族的文化艺术博大精深和湖湘文化艺术的优美。